# Рожнятівська центральна районна бібліотека
Рожнятівська центральна районна бібліотека(на даний час Комунальний заклад «Публічна бібліотека з філіями» відділу культури Рожнятівської селищної ради) - культурно-просвітницька установа, центр інформаційного та бібліотечно-бібліографічного обслуговування читачів району, а також вона є організаційно-методичним та координаційним центром для 44 бібліотек-філіалів. Співпрацює з бібліотеками інших систем і відомств, громадськими організаціями, підприємствами та установами району.
Щорічно бібліотека видає близько 55 тис. документів.

Історія Рожнятівської районної масової бібліотеки сягає середини ХХ століття, проте відомостей про її утворення в 1940-1941 році не збереглося. Після війни територія Рожнятівщини була поділена на 2 райони: Рожнятівський і Перегінський. В 1946 році була створена Рожнятівська районна бібліотека (завідуюча Павлюк О. І.). Вся робота проводилась в рамках рішень Постанови „Про розвиток і відновлення народного господарства в післявоєнний період”.
    Приміщення районної бібліотеки складалося з 3-х кімнат – абонемент, читальний зал та дитячий відділ, штат – 3 працівники. Книжковий фонд становив 4741 примірників книг, було залучено до читання 569 читачів. Районною бібліотекою було організовано шість пересувних бібліотек в селах Сваричів, Н. Струтин, В. Струтин, Ясеновець, Дуба, Князівське. В районній бібліотеці розпочали шифрувати книги і розставляти їх згідно класифікації. Сільські ж бібліотеки розставляли фонд за інвентарними номерами. Каталогів ще не було створено.
      В 1951 році розпочинається робота районної бібліотеки по методичному забезпеченню діяльності сільських бібліотек. Цього ж року в штат районної бібліотеки введено посаду – завідувач читального залу.
    В травні 1959 року проходить об’єднання районів, внаслідок якого проходить скорочення штатів. З травня 1959 року завідуючим районної бібліотеки стає випускник Харківського інституту культури Штогрин І. Ф.
     В зв’язку з ліквідацією Рожнятівського району в січні 1963 року проходить реорганізація сітки бібліотек. В кінці 1964 року знову утворюється Рожнятівський район, часті адміністративні зміни мали великий вплив на роботу бібліотек. Районна бібліотека на той час знаходиться в центрі селища. Проте приміщення тісне, вогке, темне, читальний зал прохідний. Методичний куток розміщений в книгосховищі. Бібліотеку очолює Книш У. С. 
    1 вересня 1976 року створено централізовану бібліотечну систему Рожнятівського району. Централізація сприяла посиленню пропаганди книги, розвитку інформаційного довідково-бібліографічного обслуговування читачів, покращенню матеріально-технічної бази.
    З 1978 по 1994 рік директором ЦБС була Голубовська М. М.
     За цей період бібліотеки популяризують літературу спільно із громадськими організаціями, політичними партіями, педагогічними колективами шкіл.
     В 1994 році в районній бібліотеці відкрито постійно діючу виставку-вернісаж картин місцевого художника В. Харченка
     З 1994 по 2019 рік бібліотечну систему району очолює Заслужений працівник культури України, лауреат премії ім. Марійки Підгірянки М. В. Рибчак. 
     Районна бібліотека стала справжнім центром культурного життя району, арт майданчиком для виставок відомих митців, фотохудожників, майстрів народної творчості, місцем цікавих зустрічей та презентацій.
    З 1 жовтня 2019 року до кінця 2020 року Рожнятівську ЦБС очолювала Курташ Г. М.
     Внесла значний вклад у розвиток бібліотечної справи району, особливо роботи з дітьми, керівниками дитячого читання. Налагодила тісну співпрацю з духовенством, місцевою владою, шкільними та дошкільними закладами району, школами мистецтв та Рожнятівським БДЮТ.
       29 грудня 2020 року Рожнятівська централізована бібліотечна система припинила свою діяльність.  
     Рожнятівський район ліквідовано, Рожнятівську централізовану бібліотечну систему розформовано. Бібліотеки Рожнятівщини відійшли у Рожнятівську, Спаську, Дубівську, Перегінську, Вигодську, Долинську та Новицьку територіальні громади.
Згідно рішення сесії Рожнятівської селищної ради №59-3/2020 від 29 грудня 2020 року Рожнятівську центральну районну бібліотеку перейменовано на Комунальний заклад «Публічна бібліотека з філіями» відділу культури Рожнятівської селищної ради, затверджено cтатут КЗ «Публічна бібліотека з філіями» та мережу бібліотек Рожнятівської ТГ. КЗ «Публічна бібліотека з філіями» Рожнятівської селищної ради очолила Озаришин О. М.

## Директор
Рибчак Марія Василівна (9 травня 1954) – директор Рожнятівської бібліотеки, заслужений працівник культури України, лауреат обл. премії ім. Марійки Підгірянки . 